# Санкуру (река)
Санкуру (на френски: Sankuru) е река в Демократична република Конго, десен приток на Касаи, която е ляв (най-голям) приток на Конго. Дължината ѝ е 1230 km, а площта на водосборния басейн – 155 750 km². Река Санкуру води началото си под името Лубилаш на 1060 m н.в. от крайните североизточни части на платото Лунда, в южната част на Демократична република Конго. В горното и средното си течение тече на север, а в долното – на запад. В горното течение тече в дълбока и тясна долина, образувайки множество бързеи, прагове и малки водопади. След водопада Волф долината ѝ значително се разширява и до устието си тече спокойно и бавно. След устието на левия си приток Мбужи-Маи вече под името Санкуру продължава в северна посока, а след устието на десния си проток Лубефу завива на запад и запазва това направление до устието си. Влива се отдясно в река Касаи (ляв приток на Конго) на 357 m н.в., на около 20 km западно от град Илебо (пристанище на река Касаи). Основни притоци: леви – Луео, Луалу, Мбужи-Мае, Луби, Лукибу, Лубуди; десни – Лубиши, Лубефу. Преобладава дъждовното подхранване, като максимумът на оттока (около 4300 m³/s) е по време на летните дъждове (от септември – октомври до април), а минимумът – през август (700 m³/s). Среден годишен отток – 2500 m³/s. Река Санкуру е плавателна целогодишно за плитко газещи речни съдове на 580 km от устието си, до градчето Паниа-Мутомбо. В средното течение на реката се експлоатират големи находища на диаманти и във връзка с тяхната преработка е изградена голямата ВЕЦ „Чала“.